# Allerheiligenstraße (Heilbronn)
Die Allerheiligenstraße liegt im Südwesten der Innenstadt von Heilbronn, wo sie am Götzenturm angrenzt. Die Straße hieß bis zu ihrer Umbenennung im Jahr 1901 Allerheiligengasse. Sie wurde nach der Kapelle Allerheiligen benannt, die sich einst dort befand. Von 1809 bis 1898 lag an der Straße die Silberwarenfabrik P. Bruckmann & Comp.

## Bauwerke
- Nordwestlich der Straße grenzt der Götzenturm an.
- An der ehemaligen Hausnummer 32 befindet sich ein Stolperstein für die Bewohnerin Frida Ledermann.[3]
- Nordöstlich der Straße existieren jeweils ein Seiteneingang zur Stadtgalerie und eine Einfahrt zur dazugehörigen Tiefgarage.